# Gurahonț
Gurahonț è un comune della Romania di 4 284 abitanti, ubicato nel distretto di Arad, nella regione storica della Transilvania.
Il comune è formato dall'unione di 10 villaggi: Bonțești, Dulcele, Feniș, Gurahonț, Honțișor, Iosaș, Mustești, Pescari, Valea Mare, Zimbru.
Di particolare interesse la presenza di due riserve botaniche: una nel villaggio di Zimbru, denominata Dosul Laurului, è l'unica località in Romania dove cresce spontaneamente l'agrifoglio (Ilex aquifolium); l'altra, denominata Baltele Gurahonț, si trova nel territorio del capoluogo.